# Петров, Иван Тимофеевич
Ива́н Тимофе́евич Петро́в (8 июня 1907, д. Волна — 22 ноября 1992, Москва) — советский офицер-артиллерист, отличившийся в советско-финской войне 1939-1940 гг., участник Великой Отечественной войны, Герой Советского Союза (7.04.1940). Генерал-майор артиллерии (31.05.1954).

## Биография
Родился 8 июня 1907 года в крестьянской семье. Русский. После окончания 7 классов работал в строительном тресте в Ленинграде на текстильной фабрике имени Анисимова, затем упаковщиком в Государственном военном тресте. Позднее работал в 4-м государственном строительном тресте заведующим личным составом, уполномоченным и заведующим отделом кадров.
В Красной Армии с мая 1932 года, зачислен по спецнабору ЦК ВКП(б). В 1934 году окончил Одесскую артиллерийскую школу имени товарища Фрунзе. После её окончания в ноябре 1934 года был назначен командиром взвода в 1-й корпусной артиллерийский полк Ленинградского военного округа (Луга), но уже в декабре переведён в отдельный артиллерийский полк артиллерийских Краснознаменных курсов усовершенствования комсостава РККА, в котором служил командиром взвода, командиром батареи, командиром дивизиона. В сентябре 1939 года назначен командиром дивизиона в 101-й гаубичный артиллерийский полк Ленинградского ВО (г. Пушкин).
Участвовал в советско-финской войне 1939—1940 годов. Командир дивизиона 101-го гаубичного артиллерийского полка 13-й армии Северо-Западного фронта старший лейтенант И. Т. Петров проявил исключительные отвагу и героизм в боях с противником при разрушении оборонительных сооружений на Карельском перешейке.
Указом Президиума Верховного Совета СССР от 7 апреля 1940 года «за образцовое выполнение боевых заданий командования на фронте борьбы с финской белогвардейщиной и проявленные при этом отвагу и геройство» старшему лейтенанту Петрову Ивану Тимофеевичу присвоено звание Героя Советского Союза с вручением ордена Ленина и медали «Золотая Звезда» под номером 394.
После заключения мира продолжил службу в этом полку, одновременно в 1940 году окончил 1 курс Военной академии РККА имени М. В. Фрунзе. С декабря 1940 года был помощником командира этого же полка по строевой части.
Участвовал в Великой Отечественной войне с июня 1941 года. Встретил с полком войну в составе 23-й армии Северного фронта, вёл бои против финской армии на Карельском перешейке. В июле капитану И. Т. Петрову было поручено сформировать 541-й гаубичный артиллерийский полк Резерва Главного командования, а уже в августе полк под его командованием был включен в состав Лужской оперативной группы войск Ленинградского фронта, участвовал в Ленинградской оборонительной операции, в которой попал в окружение и вышел оттуда с большими потерями практически как стрелковая часть. Однако очень быстро полк был восстановлен и активно участвовал в дальнейшей битве за Ленинград (полк с сентября входил в состав 48-й армии, с ноября 1941 — в состав 42-й армии), занимая огневые позиции в районе Лигово, Камень, Пулково.
С 12 октября 1942 года подполковник И. Т. Петров — командир 14-го гвардейского артиллерийского полка 42-й армии Ленинградского фронта. С декабря 1942 — заместитель командира – начальник артиллерии 85-й стрелковой дивизии этой армии. С 13 февраля 1943 года — командир 80-й тяжелой гаубичной артиллерийской бригады разрушения в 28-й артиллерийской дивизии РГК Ленинградского фронта. Бригада поддерживала своим огнём войска 67-й армии в боях на мгинском направлении, с марта поддерживала 55-ю армию в наступательных боях юго-западнее Колпино. В сентябре бригаду перевели в 18-ю артиллерийскую дивизию прорыва РГК 42-й армии. Отличился в январе 1944 года в Ленинградско-Новгородской стратегической (в т.ч. в Красносельско-Ропшинской фронтовой) наступательной операции, когда бригада под его командованием успешно разрушала построенные противником за два годы долговременные оборонительные сооружения при окончательной ликвидации блокады Ленинграда.
С 28 марта по 6 мая 1944 года полковник И. Т. Петров — командир 2-й артиллерийской дивизии прорыва РГК 67-й армии Ленинградского и 3-го Прибалтийского фронтов, участвовал в Псковской наступательной операции. С июня 1944 года — заместитель командира – командующий артиллерией 117-го стрелкового корпуса 8-й армии Ленинградского фронта (одновременно с 5 по 30 июля исполнял должность начальника штаба артиллерии 2-й ударной армии). Участвовал в Нарвской и в Таллинской наступательных операциях. В ноябре корпус передали в 21-ю армию 1-го Украинского фронта и перебросили в Польшу на сандомирский плацдарм. В её рядах участвовал в Висло-Одерской, Нижнесилезской, Верхнесилезской и Пражской наступательных операциях, в том числе в освобождении городов Оппельн (Ополе), Штейнау (Сьцинава), Зюльц (Вяла), Нейссе (Несса), Штригау (Стшегом).
После Победы в Великой Отечественной войне полковник И. Т. Петров с июля 1945 года временно исполнял должность командира 9-й гвардейской пушечной артиллерийской дивизии РВГК в Центральной группе войск, в мае 1946 года после утверждения постоянного командира дивизии стал заместителем командира этой дивизии. В том же 1946 году гвардии полковник И. Т. Петров окончил Высшие академические курсы при Военной академии имени Ф. Э. Дзержинского,  С октября 1946 года служил в Главной инспекции Сухопутных войск СССР (с марта 1947 — Главная инспекция Вооружённых сил): инспектор артиллерии, с апреля 1948 – старший инспектор артиллерии. С января 1957 года — заместитель командующего артиллерией Московского военного округа. В 1960 году окончил Высшие академические курсы при Военной артиллерийской академии и в ноябре этого года назначен заместителем начальника ракетных войск и артиллерии Московского военного округа. В январе 1963 года генерал-майор артиллерии И. Т. Петров уволен в запас.
Жил в Москве. Умер 22 ноября 1992 года. Похоронен в селе Троицкое (ныне — в поселении Щаповское, Троицкий административный округ Москвы).

## Награды
- Герой Советского Союза (7.04.1940)
- Орден Ленина (7.04.1940)
- Три ордена Красного Знамени (10.11.1941, 1.10.1944, ...)
- Орден Суворова 2-й степени (21.02.1944)
- Орден Кутузова 2-й степени (6.04.1945)
- Два ордена Отечественной войны 1-й степени (13.02.1943, 11.03.1985)
- Орден Красной Звезды
- Медаль «За боевые заслуги»
- Медаль «За оборону Ленинграда»
- Другие медали